# Гравони (Тревизо)
Гравони је насеље у Италији у округу Тревизо, региону Венето.
Према процени из 2011. у насељу је живело 33 становника. Насеље се налази на надморској висини од 59 м.